# Teksańska masakra piłą mechaniczną (film 2003)
Teksańska masakra piłą mechaniczną (ang. The Texas Chainsaw Massacre) – amerykański film fabularny z 2003 roku. Remake kultowego już horroru z roku 1974. Film okazał się hitem amerykańskiego box office'u, utrzymując się na pierwszym miejscu kilka tygodni z rzędu.
Film spotkał się z zadowalającą frekwencją w amerykańskich kinach, przynosząc twórcom zyski blisko osiemdziesięciu milionów dolarów. Krytycy uznawali zmierzenie się z oryginałem Tobe'a Hoopera za bezcelowe i nie odebrali filmu pozytywnie. Sukces finansowy Teksańskiej masakry piłą mechaniczną przyczynił się jednak do zrealizowania prequela: Teksańskiej masakry piłą mechaniczną: Początku (2006).

## Treść
18 sierpnia 1973 roku piątka młodych ludzi – Erin (Jessica Biel), Kemper (Eric Balfour), Pepper (Erica Leerhsen), Andy (Mike Vogel) oraz Morgan (Jonathan Tucker) wybierają się do Dallas na koncert zespołu Lynyrd Skynyrd. Młodzież wraca z wakacyjnej podróży po Meksyku, gdzie Kemper, bez wiedzy swojej dziewczyny Erin, kupił marihuanę. Jadąc przez Travis County w odludnych teksańskich terenach, omal nie przejeżdżają nastolatki (Lauren German) idącej środkiem jezdni. Erin i Pepper, chcąc pomóc dziewczynie, zabierają ją ze sobą do samochodu. W aucie dziewczyna spostrzega, w którym kierunku jadą bohaterowie i zaczyna panikować. Następnie zaczyna snuć mrożącą krew w żyłach opowieść o „naprawdę złym człowieku” i popełnia samobójstwo, strzelając sobie w gardło. Przyjaciele szukają pomocy u miejscowych, jednak właścicielka sklepu (Marietta Marich) przy stacji benzynowej, po krótkiej rozmowie z szeryfem, przekierowuje ich do Starego Młyna Crawforda, znajdującego się w okolicy, gdzie rzekomo ma czekać szeryf.
Na miejscu nie spotykają stróża prawa, lecz patologicznego chłopca, imieniem Jedidiah (David Dorfman), który zamieszkuje opuszczony młyn. Jedidiah obiecuje zaprowadzić Erin i Kempera do szeryfa, lecz w odwiedzonym domu bohaterowie również go nie odnajdują. Monty Hewitt, właściciel domu (Terrence Evans) pozwala wykonać Erin telefon do szeryfa, a w międzyczasie Kemper, zwiedzający zaniedbaną rezydencję, zostaje otumaniony i następnie zaciągnięty do kryjówki przez psychopatycznego Thomasa Hewitta (Andrew Bryniarski), znanego w okolicy jako Leatherface. Po skorzystaniu z telefonu, Erin udziela pomocy niepełnosprawnemu Monty'emu, a następnie bez zaginionego w tajemniczych okolicznościach Kempera powraca do reszty znajomych. Dowiaduje się, że wbrew swoim zapowiedziom o jak najszybszym przybyciu, szeryf już zjawił się przed młynem i odebrał z auta ciało samobójczyni. Zaniepokojona Erin powraca z Andym na miejsce, które odwiedziła z Kemperem. Tutaj też Andy i Erin spotykają Leatherface'a, który z piłą mechaniczną w dłoniach wybiega ze swojej kryjówki i ich atakuje. Erin udaje się uciec, jednak Andy podczas konfrontacji z psychopatą traci nogę i zostaje zaciągnięty do domowej piwnicy.
Przerażona Erin powraca do Pepper i Morgana, wsiada do samochodu i natychmiast próbuje go odpalić. Niestety, nie udaje jej się. Wtem pojawia się szeryf Hoyt (R. Lee Ermey), który po ponownych oględzinach samochodu, znajduje w nim jointy. Każe wysiąść młodzieży z samochodu i położyć im się na ziemi. Oskarża o przemyt narkotyków Morgana i wywozi go do rezydencji Hewittów, w której w rzeczywistości mieszka on i Luda Mae – właścicielka sklepu i matka jego i Leatherface'a. Niedługo później, podczas gdy dziewczyny starają się odjechać z Travis County, atakuje je Leatherface. Pepper ginie, a Erin zaczyna uciekać przez gęsty las. Trafia do przydrożnej przyczepy kempingowej, w której mieszkają dwie kobiety. Jak się okazuje, są one członkiniami rodziny Hewittów i informują krewnych o wizycie Erin zaraz po tym, jak dziewczyna mdleje.
Erin budzi się w rezydencji Hewittów i zostaje przez Leatherface'a wrzucona do piwnicy. Tutaj, prócz ludzkich szczątków, odnajduje Andy’ego, który został powieszony na haku rzeźniczym. W akcie litości odbiera mu życie wielkim nożem, położonym nieopodal, by skrócić jego cierpienia. Odnajduje również ledwo żywego Morgana. Gdy Leatherface wkracza do akcji, Jedidiah będący wnukiem Ludy Mae prowadzi bohaterów do wyjścia z piwnicy. Następnie Erin i Morgan trafiają do opuszczonego domu, w którym ukrywają się przed Leatherface'em. Psychopata odnajduje Erin, rzuca ją na podłogę i uruchamia mechaniczną piłę. Ze swojego miejsca ukrycia wybiega Morgan, który rzuca się na Leatherface'a, by uratować przyjaciółkę, jednak ostatecznie zostaje rozpłatany piłą. Erin z krzykiem wybiega z domu, a w pogoń za nią rusza nieugięty Leatherface. Pościg kończy moment, w którym Leatherface upada na ziemię i kaleczy się własną piłą.
Niedługo potem Erin trafia do opustoszałej rzeźni, z mylną nadzieją, że tam nie znajdzie jej Leatherface. Hewitt goni dziewczynę po korytarzach i pomieszczeniach rzeźni, aż ta trafia do szatni dla personelu. Erin chwyta w dłoń wielki tasak i ukrywa się w jednej z szafek. Gdy zmysły Leatherface'a zostają pobudzone przez świnię, podstępnie ukrytą w szafce, Erin zachodzi go od tyłu i serią drastycznych ciosów odcina psychopacie rękę, w której trzymał on piłę. Następnie wybiega z rzeźni i na głównej drodze zatrzymuje ciężarówkę. Kierowca, w poszukiwaniach pomocy, trafia na mieszkanie kobiet, które oddały Erin w ręce Thomasa i jego najbliższych. Jedna z kobiet opiekuje się niemowlakiem skradzionym rodzinie dziewczyny, która popełniła samobójstwo w samochodzie Erin i jej przyjaciół. Erin, pod nieuwagę gospodyń, wkrada się do mieszkania i zabiera z niego dziecko. Wsiadłszy z nim do radiowozu szeryfa, śmiertelnie potrąca Hoyta i opuszcza Travis County. Dwa dni później dwóch policjantów prowadzących śledztwo na terenie posiadłości Hewittów zostaje zabitych przez Leatherface'a, zaś sprawa zabójstw po 30 latach wciąż niewyjaśniona.

## Obsada
- Jessica Biel jako Erin
- Jonathan Tucker jako Morgan
- Erica Leerhsen jako Pepper
- Mike Vogel jako Andy
- Eric Balfour jako Kemper
- R. Lee Ermey jako szeryf Hoyt
- Andrew Bryniarski jako Thomas Brown „Leatherface” Hewitt
- David Dorfman jako Jedidiah Hewitt
- Marietta Marich as Luda Mae Hewitt
- Terrence Evans as „Old Monty” Hewitt
- Heather Kafka as Henrietta Hewitt
- Kathy Lamkin as „Tea Lady” Hewitt
- Lauren German jako nastoletnia dziewczyna
- Brad Leland jako kierowca ciężarówki
- John Larroquette jako narrator (głos)
- Harry Jay Knowles jako głowa na tacy

Źródło: